# 北九州高速道路
北九州高速道路（日语：／ Kita-Kyūshū kōsokudōro */?）是日本福岡縣北九州市的收費高速公路網。一般都會簡稱北九州高速、都市高速、都市高。在道路法上，此高速公路網實際上為北九州市道。

## 路線
北九州都市高速有以下路線：
- 北九州高速1號線（長野出入口-下到津出入口、9.2km）連接路線:九州自動車道
- 北九州高速2號線（小倉站北出入口-若戶出入口、4.3km）連接路線:若戶大橋與若戶隧道
- 北九州高速3號線（愛宕JCT-東港JCT、1.8km）
- 北九州高速4號線（春日出入口-金剛出入口、31.8km）連接路線:關門橋與九州自動車道
- 北九州高速5號線（牧山出入口-大谷出入口、6.8km）連接路線：黑崎繞道（國道3號）
  - 2號線若戶出入口與5號線牧山出入口之間為都市計畫道路戶畑枝光線（北九州市道），目前在建。

## 收費

### 一般車輛
- 普通車 : 500日圓
- 大型車 : 1000日圓

北九州都市高速全線都均一收費。在2008年11月1日後，所有收費站都設有ETC通道。

### 設有ETC的車輛
- 平日日間（7:00-22:00）
  - 普通車：500日圓
  - 大型車：1000日圓

- 星期六日間（7:00-22:00）
  - 普通車：475日圓
  - 大型車：950日圓

- 平日夜間（22:00-7:00）、星期六夜間（22:00-7:00）、星期日/假日
  - 普通車：450日圓
  - 大型車：900日圓

此外，使用ETC在戶畑出入口至枝光出入口之間在90分以内相互前往的車輛，兩次的路段會只收一次費用。

### 收費許可
- 許可對象延長距離 49.5km
- 開始計算的年月日 2008年10月24日
- 換算起算日 1993年7月14日
- 償還完結日 2043年7月12日
- 償還期間 1980年10月（首先區間開通時期）起的62年8個月〔換算起算日的50年〕[1]

## 外部連結
- 福岡北九州高速道路公社 （页面存档备份，存于）
- 出入口 （页面存档备份，存于）